# Ministero degli affari esteri (Azerbaigian)
Il Ministero degli affari esteri della Repubblica dell'Azerbaigian (in azero Azərbaycan Respublikası Xarici İşlər Nazirliyi) è il ministero della Repubblica dell'Azerbaigian che si occupa delle relazioni diplomatiche del Paese con gli altri Stati.